# 小行星323
小行星323（323 Brucia）是一颗围绕太阳公转的小行星。1891年12月22日，马克斯·沃夫在海德堡描述了此天体。小行星323同时也是一颗火星轨道穿越小行星。
該小行星以美国天文慈善家凯瑟琳·沃尔夫·布鲁斯命名。
小行星323是马克斯·沃夫发现的首颗小行星，同时也是天文学史上第一颗通过摄影法发现的小行星。
这颗小行星的绝对星等为9.73等。

## 相关條目
- 小行星列表/10001-11000

## 外部連結
- Asteroid Lightcurve Database (LCDB) （页面存档备份，存于）, query form (info （页面存档备份，存于）)
- Dictionary of Minor Planet Names, Google books
- Discovery Circumstances: Numbered Minor Planets (10001)-(15000) （页面存档备份，存于） – Minor Planet Center
- 小行星323 at AstDyS-2, Asteroids—Dynamic Site
  - Ephemeris · Observation prediction · Orbital info · Proper elements · Observational info
- NASA JPL小天體瀏覽器上的小行星323

| 前一小行星： 小行星322 | 小行星列表 | 後一小行星： 小行星324 |